# Phyllida Lloyd
Phyllida Lloyd, CBE (Bristol, Anglaterra, 17 de juny de 1957) és una directora i productora de cinema anglesa, coneguda sobretot per Mamma Mia! (2008) i per The Iron Lady (2011). El seu treball teatral inclou la direcció de produccions fetes al Royal Court Theatre i al Royal National Theatre, també va dirigir òpera al Opera North i al Royal Opera House Coven Garden.

## Biografia
Lloyd va néixer i es va criar a Nempnett Thrubwell, a Somerset, al sud de Bristol. Després de graduar-se en el Departament de Drama i Arts Teatrals a la Universitat de Birmingham l’any 1979 (BA, English), va estar cinc anys treballant a la BCC en la secció de drama televisiu. En el 1985 va rebre una beca del Arts Council of Great Britain per ser una directora en pràctiques en el Teatre Wolsey, Ipswich. Al següent any va ser anomenada directora Associada en el Everyman Theatre, Chenltenham, i després l’any 1989 va ser nomenada Directora Associada del Bristol Old Vic, on la seva producció de La comèdia dels Errors va ser un èxit.
Es va traslladar al Royal Exchange Theatre de Manchester on va dirigir The Winter's Tale, The School for Scandal, Medea, i una producció aclamada pel públic de Death and the King's Horseman per Wole Soyinka. El 1991 va fer el seu debut a la Royal Shakespeare Company amb una producció ben rebuda d'una obra poc coneguda de Thomas Shadwell, The Virtuoso. Tot i que va seguir amb això durant el 1992 amb una producció rarament vista anomenada Artists and Admirers per Alexander Ostrovsky, mai no va tornar al RSC.
També el 1992 va tenir el seu primer èxit comercial: la seva producció del Royal Court Theatre anomenada Six Degrees of Separation de John Guare tva ser transferida al West End. El 1994 va fer el seu debut al Royal National Theatre amb una producció de Pericles que va dividir les crítiques. Hi va haver elogis generals per les seves produccions Hysteria per Terry Johnson a la Royal Court i The Threepenny Opera de Bertolt Brecht/Kurt Weill al Donmar Warehouse.
En aquest moment, l'obra de Lloyd havia cridat l'atenció de Nicholas Payne, que en aquell moment dirigia Opera North. Per al seu debut com a directora d'òpera, la va dirigir al que era, almenys al Regne Unit, una obscuritat - L'Etoile de Chabrier. La producció va ser un gran èxit, cosa que va fer que Lloyd s'establís en una carrera significativa i guardonada com a directora d'òpera. Des de llavors, les produccions inclouen La Boheme, Gloriana, Cherubini’s Medea, Albert Herring i Peter Grimes per a Opera North; Dialogues of the Carmelites per a Òpera Nacional Anglesa/Òpera Nacional de Gal·les; Verdi’s Macbetch (per a Opéra Bastille i la Royal Opera House Covent Garden); l'estrena de l'òpera de Poul Ruders The Handmaid's Tale (de la novel·la de Margaret Atwood); i un controvertit Ring cycle per a ENO. Per a Gloriana A Film va rebre un Emmy internacional i una FIPA d'Or. Les seves produccions han guanyat el Premi Royal Philharmonic Society el 1991 (Gloriana) 2000 (The Carmelites) i 2007 (Peter Grimes).
Malgrat la recepció mixta concedida a la seva primera producció al Teatre Nacional, Lloyd va tornar a les produccions directes de The Way of the World, Pericles, What the Butler Saw, The Prime of Miss Jean Brodie i ''The Duchess of Malfi'', que van ser ben rebudes. Va dirigir una producció adjudicada de Boston Marriage al Donmar Warehouse de Londres el 2001. Altres treballs recents inclouen Mary Stuart, de Friedrich Schiller, recentment adaptada pel poeta Peter Oswald, que es va estrenar al Donmar Warehouse, Londres, i va ser transferida al Teatre Apollo, Londres, i després al Broadway la primavera de 2009.
El 1999, Lloyd va tenir l'oportunitat de dirigir el musical d'ABBA Mamma Mia!, que es va convertir en un èxit, no només al West End i a Broadway, sinó a tot el món. Va dirigir l'adaptació cinematogràfica de 2008, que va marcar el seu debut. A finals de 2008, la pel·lícula havia estat certificada com la pel·lícula més important de la taquilla del Regne Unit. També va ser certificada com el DVD més venut del Regne Unit. Va ser nominada com a millor directora d'una obra en els Premis Tony de 2009 per la seva producció de Mary Stuart. El 2013 Lloyd va dirigir Cush Jumbo en un espectacle de dones sobre Josephine Baker al Teatre Bush i posteriorment a Joe's Pub a Nova York. Entre 2012 i 2017 va dirigir la Trilogia Donmar Warehouse a Londres i Nova York. Harriet Walter va interpretar Brutus a Juli Cèsar, el paper principal en Enric IV i Prospero a la tempesta en un sol dia. Susannah Clapp a the Observer va descriure la Trilogia com "un dels esdeveniments teatrals més importants dels últims vint anys".
Lloyd va dirigir The Iron Lady, una biografia de l'exprimera ministra britànica Margaret Thatcher, amb Meryl Streep com a Thatcher. La pel·lícula va entrar en producció el gener de 2011 i es va estrenar el desembre d'aquell any. Meryl Streep va guanyar l'Oscar a la millor actriu per la seva actuació com a Thatcher. La pel·lícula de Lloyd Herself escrita per Clare Dunne i Malcolm Campbell i protagonitzada per Clare Dunne es va estrenar al Festival de Cinema de Sundance de 2020.

## Filmografia
| Any  | Pel·lícula    | Nota |
| ---- | ------------- | --- |
| 2000 | Gloriana      | TV movie Nominated – Biarritz Film Festival of Audiovisual Programming for Golden FIPA (2001)                                                                                      |
| 2008 | Mamma Mia!    | Premi – Rembrandt Premi per a Millor Pel·lícula Internacional Nominada – Premis BAFTA for Millor Pel·lícula Britànica Nominada – Premis Amanda for Millor Pel·lícula Internacional |
| 2011 | The iron lady | Premi – Oscar a la Millor actriu (Streep) Premia – Academy Award for Best Makeup and Hairstyling Nominada – European Film Awards - Audience Award (2012)                           |
| 2020 | Herself       | [ 8 ] |

## Honors
La Universitat d'Oxford va nomenar Phyllida Lloyd the Cameron Mackintosh Professor Visitant del Teatre Contemporani el 2006, el mateix any que va ser guardonada amb un grau honorífic per la Universitat de Bristol. Va ser anomenada una de les 101 persones gais i lesbianes més influents de Gran Bretanya pel diari Independent el 2008 i el 2010 va ser nomenada la 22a (encapçalament del 7è any anterior) en la mateixa llista. Lloyd va ser nomenada Comandant de l'Orde de l'Imperi Britànic (CBE) en les Honors d'Any Nou de 2010. DLitt, en grau honorari, Universitat de Birmingham el 2009.

## Accions
El 16 d'agost de 2018, Lloyd va condemnar la destrucció del Centre Cultural Said al-Mishal en un atac aeri israelià a Gaza cinc dies abans.